# ولترا ۱۴۰۷۲
سیارک ۱۴۰۷۲ (به انگلیسی: 14072 Volterra، نامگذاری:1996KN) چهارده هزار و هفتاد و دومین سیارک کشف شده‌است که در ۲۱ مه ۱۹۹۶ کشف شد.
قدر مطلق سیارک برابر ۱۳٫۲۰ است.